# Ванара
Ва́нары (санскр. वानर, IAST: vānara, «живущий в лесу», «обезьяна») — раса обезьян в индийской мифологии — прежде всего речь идёт об эпосе «Рамаяна»: в этом эпосе они описаны как союзники Рамы. Ванары очень сильные воины, и на войне обычно они вырывают дерево с корнем и используют его как орудие против врагов.
Согласно «Рамаяне» ванары храбры, любопытны, несколько раздражительны, активны, склонны к приключениям, очень преданны и честны. Их внешний вид характеризуется несколько меньшим, чем у людей, ростом, а также тонким мехом, покрывающим тело.
Наиболее известными ванарами являются: Хануман, предводитель ванаров Сугрива, брат Сугривы Вали, Ангада, Нила и Нала.
В Индии существуют храмы, посвящённые Хануману.

## Известные ванары
- Ангада — сын Вали, помогавший Раме.
- Анджана — мать Ханумана, бывшая апсара.
- Хануман — самый известный из ванаров.
- Кесари — отец Ханумана, сын Брихаспати.
- Маинда и Двивинда — сыны Ашвинов.
- Нала — сын Вишвакармана, имеет навыки отца.
- Нила — сын Агни.
- Рума — жена Сугривы.
- Шарабха — сын Парджаньи.
- Сугрива — царь ванаров, сын Сурьи.
- Сушена — сын Варуны.
- Таар — сын Брихаспати.
- Тара — жена Вали.
- Вали — брат Сугривы и сын Индры.

### Дети Ханумана
В большинстве версий Рамаяны утверждается, что Хануман соблюдал целомудрие и детей не имел, однако некоторые версии называют его сыновьями следующих персонажей:
- Макчану — сын Ханумана и русалки.
- Макардхваджа — возник из пота Ханумана.